# Antitrichia curtipendula
Espèce
Antitrichia curtipendula est une espèce de mousses de la famille des Leucodontacées.